# Le Nouveau Testament (film)
Pour le texte biblique, voir Nouveau Testament, pour la pièce de théâtre, voir Le Nouveau Testament
Pour plus de détails, voir Fiche technique et Distribution.
Le Nouveau Testament est un film français réalisé par Sacha Guitry, sorti en 1936, adapté de sa pièce homonyme créée en 1934.

## Synopsis
Un médecin prospère, rédige un nouveau testament qu'il destine à son notaire. Il y expose la raison qui l'a conduit à modifier ses dispositions antérieures : la découverte de l'infidélité de son épouse. Il glisse le testament dans la poche de son veston et sort pour la journée. Lors de l'essayage d'un nouveau costume chez son tailleur, il oublie ce veston en partant avec le nouveau. Le soir, l'attendent à son domicile, son épouse, un couple d'amis et leur fils, les Worms, qui ont été conviés à dîner et s'interrogent sur son retard. 
Un employé du tailleur rapporte alors le veston et le remet sans explications au valet de chambre. Ce veston remis d'une manière plutôt mystérieuse augmente l'inquiétude de l'épouse qui, craignant un suicide, fouille les poches et y trouve le testament. Bien que celui-ci soit adressé au notaire, elle l'ouvre et ces quatre personnes vont découvrir ce dont ils n'auraient pas dû avoir connaissance du vivant du médecin. 
Lucie, son épouse, apprend que son mari a une maîtresse et qu'il est père d'une fille qui pourrait être sa nouvelle secrétaire. Elle découvre aussi que son mari est informé de sa liaison avec Fernand, le fils de ses amis. Elle apprend enfin que la mère de son amant fut vingt ans auparavant la maîtresse de son mari. Fernand apprend que Jean Marcellin sait qu'il est l'amant de sa femme et que le médecin a été l'amant de sa mère. Celle-ci apprend que son amie Lucie est la maîtresse de son fils, tandis que son mari découvre qu'il a été trompé par son épouse et son meilleur ami.
Mais soudain le médecin arrive. Et tous ceux qui, quelques instants auparavant, se montraient bouleversés l'accueillent comme si de rien n'était. Le lendemain apporte une nouvelle révélation et la pièce se conclut en une réflexion désabusée sur l'humaine comédie.

## Fiche technique
- Titre : Le Nouveau Testament
- Réalisation : Sacha Guitry, assisté d'Alexandre Ryder
- Scénario et dialogues : Sacha Guitry, d'après sa pièce éponyme
- Décors : Maurice Dufrène
- Photographie : Jean Bachelet
- Son : Paul Duvergé
- Photographe de plateau : Raymond Voinquel
- Production: Serge Sandberg et Louis Aubert
- Société de production : Cinéas
- Société de distribution : Télédis
- Pays :  France
- Langue : français
- Format : Noir et blanc - 35 mm - 1,37:1
- Genre : Comédie
- Durée : 100 min
- Date de sortie : France, 14 février 1936

## Distribution
- Sacha Guitry : le docteur Jean Marcellin
- Jacqueline Delubac : Juliette Lecourtois
- Betty Daussmond : Lucie Marcellin
- Pauline Carton : Mlle Morot, la secrétaire
- Marguerite Templey : Marguerite Worms
- Charles Deschamps : Adrien Worms
- Christian-Gérard : Fernand Worms
- Louis Kerly : le valet de chambre

## Autour du film
- Le tournage, comme souvent pour les films de Guitry adaptés d’une pièce, fut très rapide : il a eu lieu du 2 au 8 janvier 1936. Tous les interprètes avaient créé la pièce homonyme en 1934, à l'exception de Pauline Carton, reprenant le rôle créé sur les planches par Clary Monthal.